# Kilingi-Nõmme
Kilingi-Nõmme är en mindre stad i Pärnumaa i sydvästra Estland. Staden är centralort i Saarde kommun. Kilingi-Nõmme hade 1 623 invånare vid folkräkningen år 2021, på en yta av 4,30 km².
Staden ligger omkring 60 meter över havet. Den ligger cirka 144 kilometer söder om huvudstaden Tallinn, cirka 37 kilometer sydost om residensstaden Pärnu samt cirka 12 kilometer norr om lettiska gränsen.

## Kända personer från Kilingi-Nõmme
- Mart Siimann, politiker
- Marie Reisik, kvinnorättsaktivist